# Ленкорань (аэропорт)
Аэропорт Ленкорань — международный аэропорт города Ленкорань на юго-востоке Азербайджана. Сдан в эксплуатацию осенью 2008 года. Статус международного присвоен летом 2009 года.
Аэродром используется также военной авиацией.

## Перевозчики и пункты назначения
| Авиакомпания        | Рейсы                                                                   |
| ------------------- | ----------------------------------------------------------------------- |
| AZAL                | Баку — Аэропорт имени Гейдара Алиева;                                   |
| Уральские авиалинии | Москва — Домодедово; Санкт-Петербург — Пулково; Екатеринбург — Кольцово |
| Ютэйр               | Москва — Внуково; Сургут — Сургут                                       |
| Ангара              | Новосибирск — Толмачёво; с 7 июня 2015 года.                            |